# میلیونر (فیلم ۱۹۶۰)
میلیونر (انگلیسی: The Millionairess) فیلمی در ژانر کمدی رمانتیک به کارگردانی آنتونی اسکویت است که در سال ۱۹۶۰ منتشر شد.

## بازیگران
- سوفیا لورن
- پیتر سلرز
- الستر سیم
- ویتوریو دسیکا
- گری ریموند
- دنی کی
- آلفی بیس
- والی پچ